# Albert Chaminade (Basket)
Albert Chaminade, (Limoges, Francia, Nacido en 1912 - Limoges, 10 de agosto de 2009) Vicepresidente de la Federación de 1957 a 1959 y fue árbitro.

## Biografía
Albert Chaminade obtuvo su primera licencia de jugador en 1925. Se convirtió en el primer presidente de la región federal de Limosín (Francia) en 1936. Posteriormente, entre 1949 y 1966, fue miembro del comité directivo de la FFBB y elegido vicepresidente de la Federación francesa de baloncesto entre 1957 y 1959. También fue presidente de la Liga de Limosín entre 1965 y 1973 y primer presidente del comité departamental de Alto Vienne.
Era concejal del alcalde Louis Longequeue, jugador de baloncesto. Se organizó una reunión para promover el baloncesto en Limoges: enfrentó a una selección de Limousin contra un equipo húngaro (47-28 a favor de la selección de Limousin). Albert Chaminade, paciente y dedicado a la causa de su baloncesto local, emprendió una resistencia pacífica contra el yugo de la FFBB. Sus esfuerzos finalmente dieron sus frutos, ya que Limousin fue reinstaurado [legítimamente] ante el tribunal federal en la década de 1960. Estuvo presente en la inauguración oficial, que tuvo lugar el 28 de noviembre de 1981 Durante esta inauguración, el CSP por el entrenador André Buffière ganó su primer partido en Beaublanc, contra el ASVEL Lyon-Villeurbanne. El Palais des Sports de Beaublanc, sede del CSP Limoges, siguió siendo el pabellón de baloncesto más grande de Francia hasta la inauguración del Accor Arena en 1984.
En 2016, frente al Palacio de Deportes, en la Explanada Albert Chaminade (1912-2009), se inauguró un monumento en homenaje al seleccionador y árbitro de baloncesto nacional e internacional de la región.